# کاروانسرای جهانبانی
کاروانسرای جهانبانی مربوط به دوره قاجار است و در سمنان، بافت قدیم، راسته بازار واقع شده و این اثر در تاریخ ۲۵ اسفند ۱۳۸۰ با شمارهٔ ثبت ۵۶۳۵ به‌عنوان یکی از آثار ملی ایران به ثبت رسیده است.